# Radu Șerban (Komponist)
Radu Șerban (* 1. Januar 1927 in Caracal, Rumänien; † 6. Februar 1984 in Bukarest, Rumänien) war ein rumänischer Komponist und Songwriter.

## Leben
Radu Șerban schloss 1952 sein Musikstudium an der Nationalen Musikuniversität Bukarest ab. Anschließend arbeitete er von 1954 bis 1955 als Inspektor für Musikpädagogik im Kultusministerium, bevor er Chefredakteur für die Popmusiksparte des Rumänischen Rundfunks wurde. Nach drei Jahren hörte er allerdings wieder auf. Sein Lied Un minut, dass er gemeinsam mit Constantin Cârjan schrieb, wurde von der Sängerin Roxana Matei interpretiert und ein großer Hit. Daraufhin folgten weitere Hits wie Pomul cu vrăbii (1959), A fost de-ajuns o melodie, Un cântec de dragoste (1960), Pe litoral (1961), Oraşul meu natal (1962) und Tu nu-mi ceri luna (1963).
Durch seine populäre Musik erhielt Șerban die Möglichkeit auch Filmmusik zu komponieren. Er komponierte Musik zu Filmen wie Der Himmel ist ohne Gitter, Ball am Samstagabend und Alles für das Fußballspiel, wobei er dabei mit Regisseuren wie Francisc Munteanu, Geo Saizescu und Manole Marcus zusammenarbeitete.
Am 6. Februar 1984 verstarb  im Alter von 57 Jahren in Bukarest. Ihm zu Ehren ist das Kulturhaus Casa de Cultură seiner Heimatstadt und ein seit 1990 veranstaltetes Musikfestival in Olt nach ihm benannt.

## Filmografie (Auswahl)
- 1961: Europolis (Porto-Franco)
- 1962: Der Himmel ist ohne Gitter (Cerul n-are gratii)
- 1963: Ein Lächeln im Sommer (Un surîs în plină vară)
- 1964: Vorstadtviertel (Cartierul veseliei)
- 1967: Die Morgenstunde eines braven Jungen (Diminețile unui băiat cuminte)
- 1968: Ball am Samstagabend (Balul de sîmbată seara)
- 1969: Zugvögel (Apoi s-a nascut 'Legenda' )
- 1972: Der verlorene Wald (Pădurea pierdută)
- 1982: Alles für das Fußballspiel (Totul pentru fotbal)